# Дюмонт, Карл
Карл Генрих Георг Дюмонт (нем. Carl Heinrich Georg Dumont; 28 июля 1834, Ганновер — 10 мая 1917, Берлин) — немецкий дирижёр и композитор.
Сын оперного режиссёра Людвига Дюмонта (1809—1875), работавшего в театрах Ганновера, Детмольда, Потсдама, Магдебурга, Риги, Майнца.
В 1849—1852 гг. учился в Берлине. Дебютировал как дирижёр в 1852 году в Ганновере. Работал в Кёнигсберге, Штеттине, Гамбурге, Кёльне, Майнце и др. В 1863—1864 гг. вместе с отцом работал в Риге, затем в 1864—1867 гг. в Лейпцигской опере. После этого перешёл в городской театр Бреслау, где, в частности, выступил наставником начинающего дирижёра Эрнста Шуха. В 1880—1888 гг. капельмейстер в Нюрнберге, затем некоторое время жил и работал в Брюнне.
Автор увертюры «Король Лир», Увертюры на русские народные темы (написанной для открытия сезона в Рижском театре), двух струнных квартетов, хоровой и вокальной музыки.
Был женат (с 1866 г.) на певице Юлии Зуванни.